# Little Barrier Island
Little Barrier Island, případně v maorštině Hauturu (úplný název je Te Hauturu-o-Toi), je ostrov ležící poblíž severovýchodního pobřeží Severního ostrova Nového Zélandu, asi 80 kilometrů severně od Aucklandu. Ostrov dělí od pevniny na západě průliv Jellicoe a od většího ostrova Great Barrier Island na východě průliv Cradock. Oba ostrovy, jak název napovídá, chrání záliv Hauraki před častými tichomořskými bouřemi. Oba dostaly své anglické jméno od kapitána Jamese Cooka v roce 1769.
Ostrov byl osídlen v letech 1350 až 1650 Maory, kteří zde žili až do roku 1897, kdy vláda Nového Zélandu prohlásila ostrov za přírodní rezervaci. Od té doby je na ostrov jen omezený přístup, žije zde pouze několik rangerů.
Na ostrov byla jak maorskými, tak později evropskými osadníky zavlečena řada nepůvodních druhů, včetně koček, které měly ničivý dopad na místní drobné druhy ptáků a plazů. Mezi lety 1977 a 1980 však byly kočky a později i krysy ostrovní vyhubeny. 

## Historie
Maoři osídlili ostrov několik staletí před prvními Evropany, pravděpodobně se tam poprvé usadili mezi lety 1350 a 1650 našeho letopočtu. V roce 1881 na ostrově žilo již jen několik příslušníků kmene Ngāti Wai a britská koruna se pokusila ostrov koupit, aby z něj udělala přírodní rezervaci. Když z obchodu sešlo, byl ostrov namísto toho v roce 1894 vyvlastněn a následujícího roku se stal první přírodní rezervací Nového Zélandu. Maorové jako Rahui Te Kiri (které ostrov původně patřil) byli z ostrova násilím vystěhováni v roce 1896. Od roku 1897 na ostrově vždy bydlí správce nebo ranger. V roce 2011 došlo k vyrovnání smluvních nároků s místními maorskými kmeny, Hauturu jim byl vrácen, a oni jej obratem darovali nazpátek lidu Nového Zélandu. 

## Geografie
Ostrov je vyhaslý andezitový stratovulkán, zhruba kruhového tvaru, s průměrem 6 kilometrů a plochou 28 kilometrů čtverečních. Podle odhadů k první vulkanické činnost došlo před 3 miliony let, k poslední pak před 1,2 milionem let.
Ostrov je strmě svažitý a hluboce členitý roklemi, které se rozbíhají z centrálního hřebene, jehož hlavním vrcholem je Hauturu, s nadmořskou výškou 722 metrů. Te Titoki Point je jediná rovinatá oblast na ostrově.
Během poslední doby ledové (přibližně před 18 000 lety), kdy hladiny moří byly o více než 100 metrů nižší než v současnosti, byl ostrov Little Barrier spojen se Severním ostrovem. Obklopovala jej rozlehlá pobřežní pláň, odpovídající dnešnímu zálivu Hauraki. Hladina moří začala stoupat před 7000 lety, což vedlo k oddělení ostrova Little Barrier Island od zbytku Nového Zélandu. 

## Životní prostředí
Hustý lesní porost ukrývá četné vzácné nebo ohrožené druhy zvířat. Odhaduje se, že celkově je na ostrově asi 400 původních druhů rostlin, a že zde může ukrývat více ohrožených ptáků než na kterémkoli jiném novozélandském ostrově. Ostrov byl organizací BirdLife International vyhlášen jako významné ptačí území, protože je hnízdištěm zranitelných buřňáků Cookových a černých. V únoru 2013 bylo potvrzeno i hnízdění buřníčka chathamského (Oceanites maorianus), který byl původně klasifikován jako kriticky ohrožený, ale později byl jeho status změněn na zranitelný, protože velikost populace překonala odhady.
Během maorského osídlení ztratil ostrov asi třetinu plochy svých lesů. Po převzetí novozélandskou vládou byl (s výjimkou 20 hektarů) opět zalesněn.
Ve vodách kolem ostrova žijí plejtváci Brydeovi, kosatky a delfíni skákaví.

### Kakapo
Kriticky ohrožení kakapové (noční papoušci) byli poprvé přemístěni na ostrov Little Barrier Island / Hauturu v roce 1982. V 80. a 90. letech 20. století se zde i díky příkrmu úspěšně rozmnožovali. Všichni ptáci byli později v roce 1999 odstraněni, aby mohlo dojít k eradikaci krys ostrovních (maorsky kiore).
V roce 2012 se kakapové na ostrov opět vrátili; v červenci 2017 jejich populace na ostrově činila 14 kusů.
Ostrov Hauturu je pokusné místo, kde se zjišťuje, zda se kakapové dokážou úspěšně rozmnožovat i bez lidského zásahu. Vzhledem k tomu, že Hauturu je velký ostrov bez predátorů, má z dlouhodobého hlediska velký potenciál.

### Invazní druhy

#### Savci
Krysy ostrovní či maorsky kiore (Rattus exulans) byly nejspíše zavlečeny již v počátku maorského osídlení. Z ostrova byly eradikovány s využitím otrávených návnad v roce 2004.
Kočky se dostaly na ostrov na počátku 70. let 19. století. Stejně jako na jiných místech, kde byly vysazeny nepůvodní dravé druhy, došlo u drobných původních zvířat nezvyklých na predaci k populačnímu poklesu, což vedlo k jejich ohrožení nebo vyhynutí. Mezi druhy, které byly pravděpodobně ovlivněny kočkami, patří bekasina Coenocorypha barrierensis, která byla dříve rozšířena po celém Severním ostrově, ale do evropské éry přežila jen právě na tomto ostrově, dále laločník Philesturnus rufusater, buřňák dlouhokřídlý (Pterodroma macroptera gouldi), buřňák Cookův (Pterodroma cookii) a buřňák černý (Proeellaria parkinsoni). Eradikace koček byla dokončena 23. června 1980, celkově bylo zabito s využitím pastí a jedu 151 koček.

#### Hmyz
Na ostrově je přítomno hned několik invazních druhů vos (útočná, obecná původem z Evropy a vosíci Polistes chinensis a Polistes humilis, původem z Asie, respektive Austrálie). 

#### Rostliny
Až do roku 1995 nebyla zavlečeným rostlinám věnována takřka žádná pozornost. Samotní rangeři přispěli k jejich rozšíření, protože si některé vysadili na zahradě, odkud je ptáci a vítr roznesli po celém ostrově. V roce 1996 byla zahájena eradikační kampaň inspirována úspěšnou kampaní na Kermadekových ostrovech, hlavním cílem byl chřest Asparagus cetaceus a hvězdnicovité rostliny Ageratina adenophora a Conoclinium coelestinum.